# El Limo
El Limo är en ort i Mexiko.   Den ligger i kommunen Tlatlaya och delstaten Mexiko, i den södra delen av landet, 150 km sydväst om huvudstaden Mexico City. El Limo ligger 844 meter över havet och antalet invånare är 179.
Terrängen runt El Limo är huvudsakligen kuperad, men österut är den bergig. Runt El Limo är det ganska glesbefolkat, med 47 invånare per kvadratkilometer. Närmaste större samhälle är Santa Ana Zicatecoyan, 10,5 km sydost om El Limo. I omgivningarna runt El Limo växer huvudsakligen savannskog.